# 젠시구

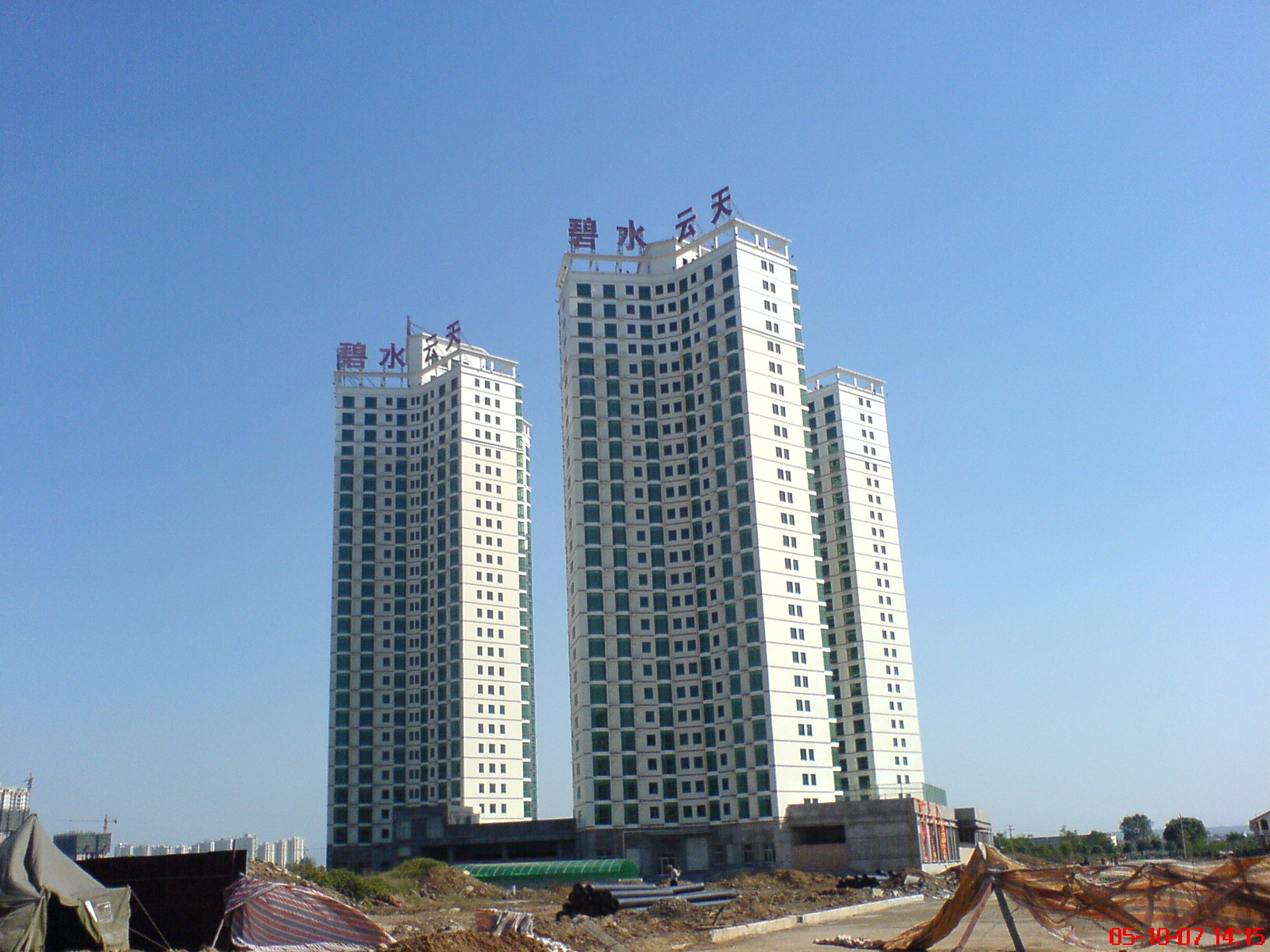

젠시구(한국어: 간서구, 중국어: 涧西区, 병음: Jiànxī Qū)는 중화인민공화국 허난성 뤄양 시의 현급 행정구역이다. 넓이는 89km2이고, 인구는 2007년 기준으로 510,000명이다.

## 행정 구역
12개 가도, 1개 진, 2개 향을 관할한다.
- 가도: 湖北路街道, 天津路街道, 长春路街道, 南昌路街道, 长安路街道, 重庆路街道, 郑州路街道, 武汉路街道, 徐家营街道, 珠江路街道, 周山路街道, 创业路街道.
- 진: 辛店镇.
- 향: 工农乡, 孙旗屯乡.